# Pischtschane (Krementschuk)
Pischtschane (ukrainisch Піщане; russisch Песчаное Pestschanoje) ist ein Dorf im Süden der ukrainischen Oblast Poltawa mit etwa 4900 Einwohnern (2001).

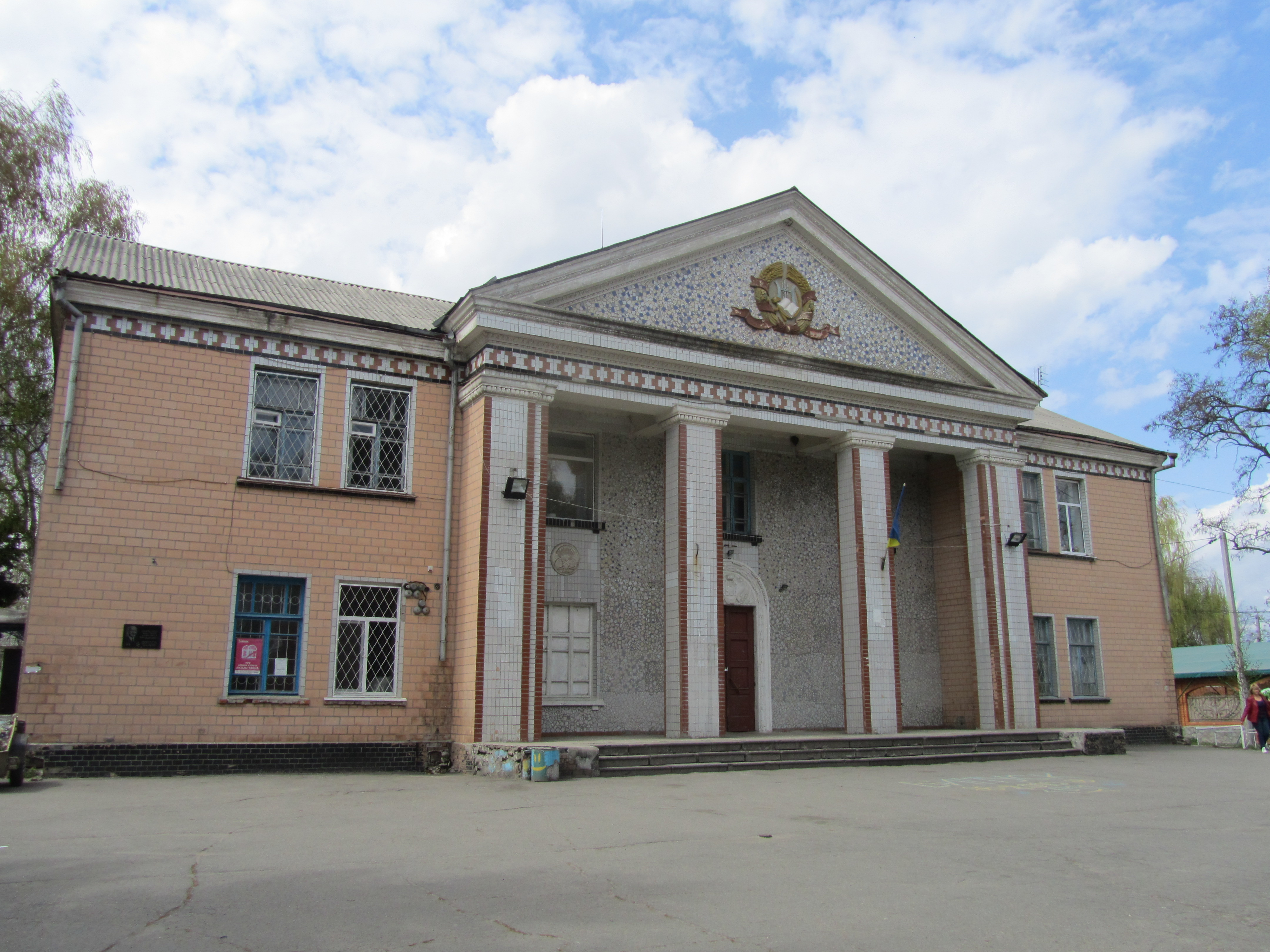
Kulturhaus von Pischtschane

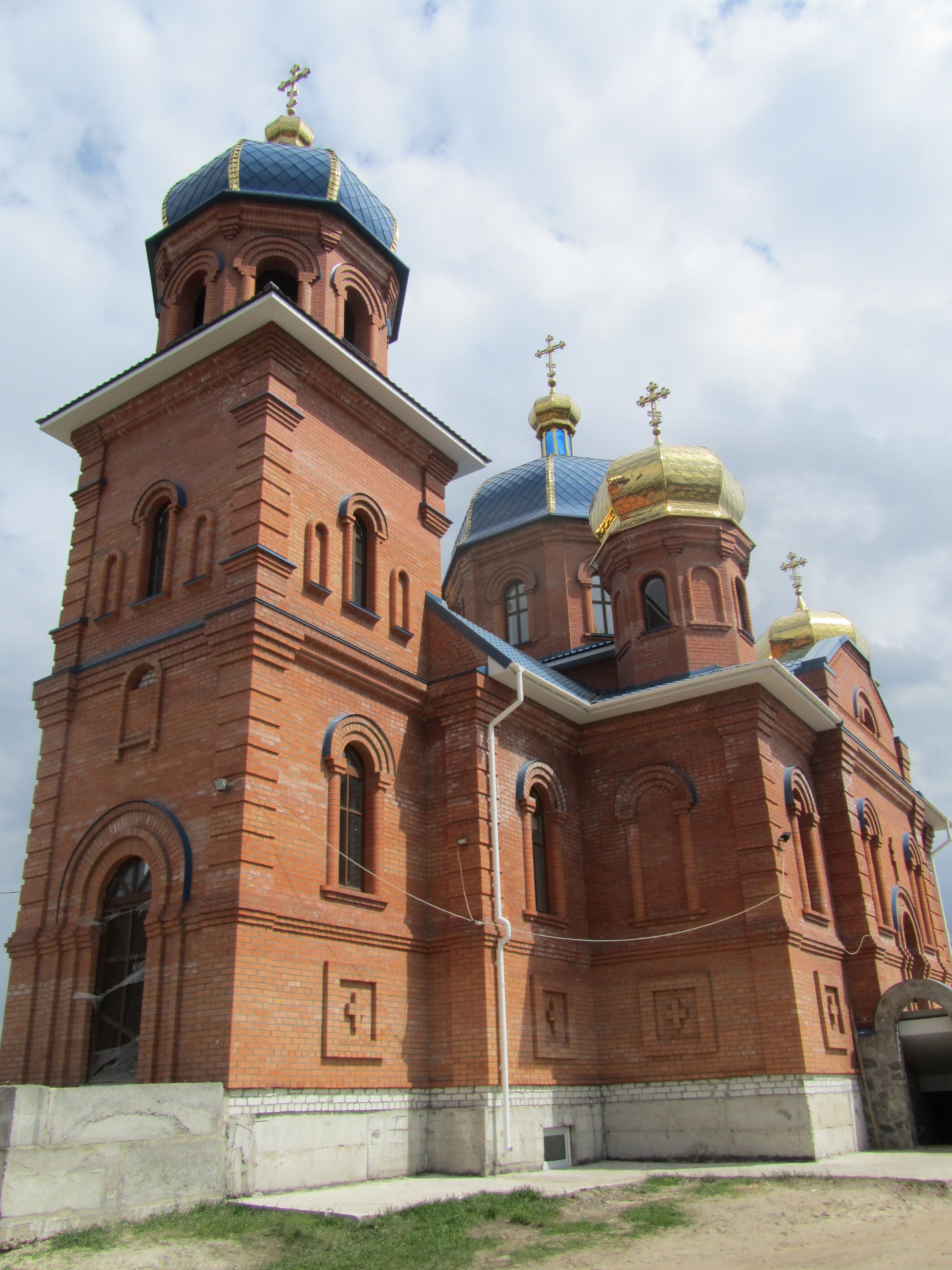
Orthodoxe Kirche im Dorf

## Geografie
Pischtschane liegt nahe dem Ufer des 87 km langen Suchyj Kahamlyk (Сухий Кагамлик) kurz vor dessen Mündung in den Dnepr. Das Dorf grenzt an den Nordwesten des Stadtgebietes von Krementschuk und befindet sich 115 km südöstlich vom Oblastzentrum Poltawa. Durch die Ortschaft verläuft die Fernstraße N 08.

## Geschichte
Pischtschane wurde von Siedlern aus der Rechtsufrigen Ukraine gegründet. Einer 1726 durchgeführten Zählung nach gab es im Dorf 20 Häuser. Nach 1729/30 wurde die Ortschaft als Teil der Krementschuk-Hundertschaft und des Myrhorod-Regiments innerhalb des Kosaken-Hetmanats erwähnt. Während des Deutsch-Sowjetischen Krieges war das Dorf vom 9. September 1941 bis zum 29. September 1943 von Truppen der Wehrmacht besetzt.

## Verwaltungsgliederung
Am 13. August 2015 wurde das Dorf zum Zentrum der neugegründeten Landgemeinde Pischtschane (Піщанська сільська громада/Pischtschanska silska hromada). Zu dieser zählten auch die 6 Dörfer Horyslawzi, Kowaliwka, Korschiwka, Krywuschi, Mylowydiwka und Olefiriwka, bis dahin bildete es zusammen mit den Dörfer Kowaliwka und Krywuschi die gleichnamige Landratsgemeinde Pischtschane (Піщанська сільська рада/Pischtschanska silska rada) im Westen des Rajons Krementschuk.
Am 12. Juni 2020 dann noch die 16 in der untenstehenden Tabelle aufgelisteten Dörfer zum Gemeindegebiet.
Folgende Orte sind neben dem Hauptort Pischtschane Teil der Gemeinde:
| Name                     | Name              | Name                                      |
| ukrainisch transkribiert | ukrainisch        | russisch                                  |
| ------------------------ | ----------------- | ----------------------------------------- |
| Horyslawzi               | Гориславці        | Гориславцы (Gorislawzy)                   |
| Jalynzi                  | Ялинці            | Ялинцы (Jalinzy)                          |
| Kindriwka                | Кіндрівка         | Киндровка (Kindrowka)                     |
| Korschiwka               | Коржівка          | Коржовка (Korschowka)                     |
| Kowaliwka                | Ковалівка         | Ковалевка (Kowalewka)                     |
| Krywuschi                | Кривуші           | Кривуши (Kriwuschi)                       |
| Majborodiwka             | Майбородівка      | Майбородовка (Maiborodowka)               |
| Maksymiwka               | Максимівка        | Максимовка (Maximowka)                    |
| Mychajlenky              | Михайленки        | Михайленки (Michailenki)                  |
| Mylowydiwka              | Миловидівка       | Миловидовка (Milowidowka)                 |
| Myrne                    | Мирне             | Мирное (Mirnoje)                          |
| Nedoharky                | Недогарки         | Недогарки (Nedogarki)                     |
| Nowa Snamjanka           | Нова Знам'янка    | Новая Знаменка (Nowaja Snamenka)          |
| Olefiriwka               | Олефірівка        | Олефировка (Olefirowka)                   |
| Paniwka                  | Панівка           | Пановка (Panowka)                         |
| Paschtscheniwka          | Пащенівка         | Пащеновка (Paschtschenowka)               |
| Puchalschtschyna         | Пухальщина        | Пухальщина (Puchalschtschina)             |
| Pyssarschtschyna         | Писарщина         | Писарщина (Pissarschtschina)              |
| Rokytne-Doniwka          | Рокитне-Донівка   | Ракитно-Доновка (Rakitno-Donowka)         |
| Samussijiwka             | Самусіївка        | Самусиевка (Samussijewka)                 |
| Wilna Tereschkiwka       | Вільна Терешківка | Вольная Терешковка (Wolnaja Tereschkowka) |
| Woskobijnyky             | Воскобійники      | Воскобойники (Woskoboiniki)               |